# Saint-Ferréol-des-Côtes
Saint-Ferréol-des-Côtes is een gemeente in het Franse departement Puy-de-Dôme (regio Auvergne-Rhône-Alpes) en telt 545 inwoners (2005). De plaats maakt deel uit van het arrondissement Ambert.

## Geografie
De oppervlakte van Saint-Ferréol-des-Côtes bedraagt 15,0 km², de bevolkingsdichtheid is 36,3 inwoners per km².
De onderstaande kaart toont de ligging van Saint-Ferréol-des-Côtes met de belangrijkste infrastructuur en aangrenzende gemeenten.

## Demografie
Onderstaande figuur toont het verloop van het inwonertal (bron: INSEE-tellingen).